# Centunculus
Centunculus es un género con trece especies de plantas  perteneciente a la familia de las Primuláceas. 
Está considerado un sinónimo del género Anagallis L.